# Birgit Kempker
Birgit Kempker (* 28. Mai 1956 in Wuppertal) ist eine deutsche Schriftstellerin, lebt in Basel und ist auch mit dem Decknamen Catman als Poet vorwiegend in der Kunst tätig.

## Werdegang und Arbeitsweise
Birgit Kempker studierte Kunst und Literatur, Theorie und Praxis, in Zürich und Hildesheim. An der F+F Schule für experimentelle Gestaltung in Zürich studierte sie zwischen 1978 und 1981, über ihre Zeit an der F+F berichtete sie 2021 in einem Video-Interview. Seit 1978 ist sie schriftstellerisch tätig. Sie arbeitete an Ausstellungen, Performances und Theateraufführungen, produziert Hörspiele, Netzkunst, Installationen und Videos und wirkte als Dozentin für poetische Verfahren im Institut Kunst FHNW Basel, im Schweizerischen Literaturinstitut Biel und im Studiengang Kunst der F+F Schule. Sie lebt in Basel.

Birgit Kempker ist Verfasserin von Romanen, Essays, Theaterstücken, Gedichten, Filmen  und Hörspielen.
Birgit Kempker arbeitet mit allen künstlerischen Mitteln, die Sprache erlauben: nebst Prosa und Essay sind ihre künstlerischen Eingriffe auch in Ausstellungen zu sehen, zu hören, zu begehen, Performance, Hörstücke, Liedtexte. Nachtgespräche. Erfindet Sammler und Sammlungen. Schreibt für die Kunst, in der Kunst und als Kunst. Nachdichtungen, Radio, Netz und sphinx. Als Dozentin: Neugierde, Zuhören, Unvorhergesehenes einladen, dass es sich manifestieren kann. Fehler sind willkommen. Denken ist persönlich. Mut ist präzise.
Ein langes Projekt ist Repère / Zurückvatern zusammen mit ihrem Sohn Anatol Kempker. Die erfolgreiche Suche nach dem Vater und Grossvater wurde in einem Filmprojekt mit 13 verschiedenen Kapiteln und Musik thematisiert und rhythmisiert. Dieser Film wurde installativ mit einer Gartenlaube in verschiedenen Kunsträumen gezeigt. Im Vorfeld entstand Papa, short version ein Hörstück für das ORF Kunstradio.
Birgit Kempker ist Mitglied der Visarte. Sie erhielt u. a. 1985 den Preis des Landes Kärnten beim Ingeborg-Bachmann-Wettbewerb in Klagenfurt, 1986 ein Stipendium des Literarischen Colloquiums Berlin, 1987 ein Stipendium des Deutschen Literaturfonds, 1996 den Preis der Schweizer Hörspielstiftung sowie 2000 den Hörspielpreis Das Goldene Hörnetz. Es gab einen Skandal um das von ihr geschriebene Buch Als ich das erste Mal mit einem Jungen im Bett lag. Anlass war 1998 eine Verbots- und Vernichtungsforderung dieser rhythmischen Prosa von Birgit Kempker beim Landgericht Essen, die eine große Presseresonanz fand.
2022 waren die Zeichnungen und Tagebücher von Birgit Kempker Gegenstand einer Einzelausstellung im Museum Langmatt in Baden AG.

## Ausstellungen
- 1994: Vögel. Fiktiv, Raum(installation), Sound, Gäste, Kleines Helmhaus, Zürich[11]
- 1998: Übung im Ertrinken, Toninstallation, Ausstellung Where is your rupture, Swiss Institute, New York
- 1998: Übung im Ertrinken, Toninstallation anlässlich der Frankfurter Buchmesse, Schwerpunkt Schweiz, in der Deutschen Bibliothek, Frankfurt
- 1998: Übung im Ertrinken, Toninstallation im Museum für Gegenwartskunst, Basel
- 1998: Das Wiepersdorfer Gefühl, akustische Installation mit Bett und Bildern, Schloss Wiepersdorf
- 2001: Hochwasser, Kunsthaus Langenthal
- 2008: Repère 1A, Installation Ein Haus für den Vater, Ausstellungsraum Klingental
- 2009: Repère, S11, Künstlerhaus Solothurn[12] Gare du Nord Basel
- 2012: Eine Villa reibt sich die Augen. Ausstellungsprojekt Villa Renata, Basel[13]
- 2012: Fool for April, Installation und Dauerperformance Villa Grunholzer, Uster
- 2013: Chris Regn: Die heilige Christine und andere Frauen die sich weggeworfen haben, Kaskadenkondensator Basel[14]
- 2013: Bei den Menschen ist doch schon alles weg – Das Audio und seine Gestalt, Liste Art Fair, Kooperation mit Institut Kunst, Kaskadenkondensator Basel[15]
- 2014: Die Sammlung catman bei Werke sind Wesen, Villa Renata, Basel[16]
- 2016: Wer ist wo Kollaboration von Künstlern aus Argentinien und der Schweiz. Villa Renata
- 2017: Peter Dew, Birgit Kempker, Manon, Jonathan Meese, Sarah Elena Müller, Alfred Sturzenegger, Kloster Magdenau, Wolfertswil[17]
- 2017: Regionale 18, im Kunsthaus Baselland[18]
- 2022: Birgit Kempker, Einzelausstellung, Museum Langmatt, Baden[19][20]

## Performance
- 2012: die Hasena- ein Museum in Bewegung, Präsenz in Chur mit Performance, Koproduktion Theater Chur
- 2012: Martinsberg I and II, for Ann, Promenade Architecturale, elektronische Klänge, Chor, Tanz und Performance Gingerensemble mit Daniel Pérez, Dorothea Rust und Ivan Wolfe, Berufsfachschule Baden[21]
- 1996: Kein Fleisch Stücke, Text Birgit Kempker, Produktion Bernd Kempker und Birgit Kempker, Studio Togo, Berlin, Kleines Helmhaus Zürich[22]
- 1994: Vögel. Fiktiv, Konzert für Stimme und Percussion, zusammen mit Sylwia Zytynska, 11. Juni, Kleines Helmhaus Zürich
- 1994: Wer jetzt keinen Vogel hat. Steck schnell Schnabel in Fittich, Szenische Lesung im O.T./Raum für aktuelle Kunst Prosart, Luzern
- 2022: Begeisterungen und Tunnelkunde, mit dem Medium Nadine Reuter, Schweizer Literaturarchiv, Nationalbibliothek Bern[23]
- 2022: Ausweg. Konzertperformance im Rahmen von BangBang – Translokale Performancegechichte:n mit Anatol Kempker, Museum Tinguely Basel
- 2024: Embracing a spanish Village, mit Bärbel Schwarz bei La Suite – Translocal Performance Art 2024, Turbine Giswil[24]

## Radio
- 1989: Der Tiger ist tot, Text, Sprecherin, Musikauswahl und Produktion Birgit Kempker, Erstausstrahlung SWF 3, Literatur und Musik, 2. November
- 1996: Ich ist ein Zoo, Regie: Claude Pierre Salmony und Birgit Kempker, Radio DRS 2[25]
- 1997: Anleitung fürs Blut, Text Birgit Kempker, Regie Claude Pierre Salmony, Produktion Radio DRS 2[26]
- 1997/1998: Übung im Ertrinken, Text Birgit Kempker, Regie Berndt und Birgit Kempker, Produktion Studio Togo, Berlin
- 1999: Iwan steht auf, Text Birgit Kempker, Regie Claude Pierre Salmony und Birgit Kempker, Produktion Radio DRS 2, ArtOrt, Erstausstrahlung 1999[27]
- 1999: Die Wurzel des freien Radicalen ist Herz, Text Birgit Kempker, Uraufführung zusammen mit Gerd Noack und dem Ensemble PercussionNova, Graz 1999[28]
- 2001: ICH SAGE SOVIEL KAFKA WIE ICH WILL, Musik: Ficht Tanner, Töbi Tobler, Tontechnik: Vreny Palm – Regie: Birgit Kempker und Claude Pierre Salmony – Produktion: SRF 2001
- 2010: Essen werden, Birgit Kempker und Sylwia Zytynska, SRF[29]
- 2011: Vater. Eine Trance. Ist eine Reise von Birgit Kempker, Tenorsaxofon: Thomas Prestin, Komposition und Instrumente: Anatol Atonal – Produktion: WDR 2011[30]
- 2011: Wirklichkeiten. Wie es auch ist. Radiokunstprojekt mit RadioX, Basel[31][32]
- 2013: Nachtgespräche in der Kunst, mit RadioX und Institut Kunst, Basel[33][34]
- 2014: Nachtgespräche2 in der Kunst, ein Forschungsprojekt mit RadioX und Institut Kunst, Basel
- 2020: Holidays from Suicide. Eine phantastische Reise mit Iggy Pop, Iggy Pop, Birgit Kempker, Anatol Atonal, Tontechnik: Anatol Atonal, Basil Kneubühler, Dramaturgie: Johannes Mayr, SRF[35]. Dieses Hörspiel hat am Grand Prix Nova 2020 den zweiten Preis in der Kategorie Radio Drama gewonnen
- 2023: Blackentdecker, Anatol Kempker – Tontechnik: Jack Jakob – Regie: Claude Pierre Salmony und Birgit Kempker – Produktion: SRF 2003

## Theaterprojekte
- 1997: Warten auf A. Kleines Stück – Text, Regie und Bühnenbild im Rahmen des Annemarie-Schwarzenbach-Projekts mit sieben Studenten der Schauspielakademie Zürich, Theater an der Winkelwiese, Zürich
- 1997: Das Wiepersdorfer Gefühl, Text/Regie Birgit Kempker, mit Thomas Hauck, Totentanz, Basel
- 1999: Bertie Brab. Ein Stück für jedes Alter, Regie: Christian Schlüter, Kinder und Jugendtheater Braunschweig
- 2000: Schrei nicht Fliege, Hörstück für die Bühne, Text Birgit Kempker, Produktion Bernd Kempker und Birgit Kempker, Theater am Neumarkt, Zürich 2000[36]
- 2003/2004: Talk with my turntables, Texte für eine solo voice performance für Christian Zehnder, Kaserne Basel, Theatre de Vidy Lausanne[37]
- 2004: Mamawarten, zusammen mit der Band Kochschützstuder, Gare du Nord, Basel[38]

## Editionen
- Edition Übung im Ertrinken, 4 Sätze auf bunte Frisbees, signierte Auflage 50 Stück, Museum für Gegenwartskunst Basel

## Video
- 2009: Repère, mit Anatol Kempker
- 2013: Elternbesuche, Videoinstallation bei Die heilige Christine und andere Frauen die sich weggeworfen haben, Kaskadenkondensator Basel
- 2014: Die Sammlung Catman, 3'20"
- 2018: Ab ins Zwischenwesen, Videoinstallation Zusammenarbeit mit Sarah Elena Müller, anlässlich einer Ausstellung im Zisterzienserinnenklosters Magdenau, 19'01"
- 2020: Mein instabiles Hirni 5, Videonachricht, 4'45"[39]

## Kuratorien
- 1998: Ertrinken, Filmreihe im Stadtkino Basel, mit Bodo Hell und Anton Bruhin, Tim Krohn und Balz Streiff, Peter Weber und Andreas Züst sowie Hörstück live mit DRS2, ArtOrt und Ertrinken im Internet mit Reinhard Storz: www.xcult.ch
- 2020: 2019 / Regionale 20, FABRIKculture, Hegenheim

## Werke
- 61° über dem Horizont, Berlin 1986 (zusammen mit Barbara Maria Kloos und Kristin T. Schnider), LCB Wannsee, Berlin
- In der Allee, Ammann Verlag, Zürich,
  - 1. Schnee in der Allee, 1986
  - 2. Auch Frieda war jung, 1987
- Der Paralleltäter,  Ammann Verlag, Zürich, 1986
- Rock me, Rose, Ammann Verlag, Zürich, 1988
- Dein Fleisch ist mein Wort, Reinbek, 1992
- Die roten Sätze, dieHasena, Dalvazza-Küblis, 1994
- EcHOLos, dieHasena, Dalvazza-Küblis, 1995
- Ich will ein Buch mit dir, Weil, Urs Engeler Editor, Basel/Weil am Rhein, 1997, ISBN 978-3-9521258-6-1
- Liebe Kunst, Literaturverlag Droschl, Graz, 1997
- Als ich das erste Mal mit einem Jungen im Bett lag, Literaturverlag Droschl, Graz, 1998
- Übung im Ertrinken, Basel, 1999
- Die Wurzel des freien Radicalen ist Herz / Ich sage so viel Kafka wie ich will, Hörstücke, Urs Engeler Editor, Weil am Rhein - Wien 2001, ISBN 978-3-905591-33-0
- Mike und Jane, Literaturverlag Droschl, Graz, 2001, ISBN 3-85420-562-7
- Meine armen Lieblinge, Literaturverlag Droschl, Graz 2003, ISBN 978-3-85420-634-7
- Sphinx, Netzkunst, 2004
- Scham, Wien, zusammen mit Robert Kelly, Urs Engeler Editor, Basel/Weil am Rhein und Wien, 2004, ISBN 978-3-905591-83-5
- Peter Pan, Aus dem Englischen nachersetzt von Birgit Kempker, Sammlung Urs Engeler Editor, Band 63, ISBN 978-3-938767-29-0
- Sehnsucht im Hyperbett. Ein transverfickter Diskurs, Graz, 2008
- Repère, mit Anatol Kempker, Compact-Buch mit DVD, Urs Engeler Editor, Basel/Weil am Rhein, 2009, ISBN 978-3-938767-60-3
- Einsatz für Werner Hamacher. in Aris Fioretos Hg., Babel. Für Werner Hamacher. Urs Engeler, Basel, 2009, ISBN 3-938767-55-3, S. 268–273
- Das Sehen Versuchen, Wien, Edition Korrespondenzen, 2013
- Geist der Geister, Streifzüge durch unbekannte Welten, mit Sam Hess, Great Life Books, Weinheim 2016
- Catman ist Betriebsbereit. Das Versteck im Verlag von Urs Engeler, Februar 2018
- Geist der Peinlichkeit, Engeler Verlag, Schupfart, ISBN 978-3-907369-05-0
- Meet thy Spirits, von Birgit Kempker, Esther Hunziker, interactive eBook, 2022[40]
- Das deutsche Haus, Engeler Verlag, Schupfart 2024, ISBN 978-3-907369-18-0
- Gegenüber Hühnern, Engeler Verlag, Schupfart 2024, ISBN 978-3-907369-19-7